# Julia Hassler
Pour les articles homonymes, voir Hassler.
Julia Hassler (née le 27 février 1993 à Vaduz) est une nageuse liechtensteinoise.

## Carrière
Julia Hassler remporte aux Championnats d'Europe de natation en petit bassin 2017 la médaille de bronze du 200 mètres nage libre.
Elle est le porte-drapeau du Liechtenstein lors de la cérémonie d'ouverture des Jeux olympiques d'été de 2016.